# Gulpannad sothöna
Gulpannad sothöna (Fulica armillata) är en fågel i familjen rallar inom ordningen tran- och rallfåglar.

## Utseende och läte
Gulpannad sothöna är en rätt stor men typisk sothöna med helsvart kropp. Näbbteckningen är diagnostisk, med ljusgul pannsköld som åtskiljs från den gulare näbben av en bruten röd linje. Den har vidare röda teckningar på benen, som dock oftast inte syns när den simmar. Ungfågeln har vitaktigt huvud. 

## Utbredning och systematik
Fågeln förekommer från Paraguay, Uruguay, sydöstra Brasilien till Tierra del Fuego. Den behandlas som monotypisk, det vill säga att den inte delas in i några underarter.

## Levnadssätt
Gulpannad sothöna är en vanlig och vida spridd sothöna i låglänta våtmarker, både i söt- och brackvattenssjöar, flodmynningar och lokalt utmed kusten. Den födosöker mestadels medan den simmar, men kan också ses promenera utmed stränder. Arten påträffas ofta tillsammans med vitvingad sothöna och rödpannad sothöna.

## Status
Arten har ett stort utbredningsområde och internationella naturvårdsunionen IUCN kategoriserar arten som livskraftig. Beståndsutvecklingen är dock oklar.